# کراس‌بونز
کراس‌بونز (براک روملو) (به انگلیسی: Crossbones (Brock Rumlow)) یک شخصیت خیالی ابرقهرمان در کتاب‌های کامیک آمریکایی منتشر شده توسط مارول کامیکس است. 
این شخصیت در رسانه‌ها و فیلم‌های مختلفی حضور داشته‌است، و محبوب‌ترین بازیگر او فرانک گریلو است، که نقش او را در دنیای سینمایی مارول و فیلم‌هایی همچون کاپیتان آمریکا: سرباز زمستان (۲۰۱۴)، کاپیتان آمریکا: جنگ داخلی (۲۰۱۶) و انتقام‌جویان: پایان بازی (۲۰۱۹) ایفا کرده‌است.